# Army Men: World War: Land, Sea, Air
Army Men: World War - Land, Sea, Air (Army Men: Land, Sea, Air в Европе) — шутер от третьего лица, разработанный и изданный The 3DO Company только для PlayStation.

## Отзывы
| Сводный рейтинг | Сводный рейтинг |
| Агрегатор       | Оценка          |
| --------------- | --------------- |
| Metacritic      | 35/100          |

Army Men: World War — Land, Sea, Air получили «неблагоприятные» отзывы, согласно агрегатору обзоров Metacritic.